# Sierolomorpha canadensis
Sierolomorpha canadensis is een wesp uit de familie Sierolomorphidae, die voorkomt in Noord-Amerika.